# 咬人猫
咬人貓（學名：Urtica thunbergiana）別稱蕁麻、咬人蕁麻或刺草等，屬蕁麻科蕁麻屬植物，为多年生草本植物，植株高約70－120cm。咬人猫原產於於中國及日本，台灣分布於海拔約500~3000公尺山區之陰暗潮濕林下。咬人猫為蛺蝶科大紅蛺蝶幼蟲的食草及寄主之一。咬人貓莖葉均具有尖銳焮毛，人若觸及疼痛、發癢難忍，故而得名。

## 形態特徵
咬人貓是一種多年生草本植物。莖直立高約70－120厘米，細長，疏分枝，有尖銳刺毛。葉闊卵形至心形，葉緣呈複鋸齒狀，紙質，對生，長約5－12厘米，寬約4－11厘米，葉脈5條，側脈2－3對，托葉長圓形或長圓狀卵形，草質，每節2枚，合成一對，長約7－15毫米，葉柄長約2.5－9厘米，葉柄及葉片上均有尖銳的鐘乳體杆狀碳酸鈣結晶。花為穗狀花序，頂生或腋生，花細小需用放大鏡才能觀察，雌雄同株異花，雌花在上，雄花在下，雌花綠色，雄花綠白色，近於無梗，在芽時直徑約1毫米，開放時直徑約2毫米，花柱頭呈毛刷狀，花期6－8月。果為扁卵形瘦果，包於內側兩個宿萼，微帶毛，綠色，果期8－10月。

## 毒性
咬人猫全株披鐘乳體杆狀焮毛，若碰触到，針刺將注入草酸與酒石酸，造成持久的疼痛與紅腫反應，依狀況需要經過數小時甚至一、兩日的时间这种疼痛才会消除，但可用阿摩尼亞或尿液涂抹以酸鹼中和的原理来减轻疼痛。

## 人類使用
葉片可食，烹煮後即可軟化焮毛並破壞毒性，在台灣，有些業者將之油炸、煮湯、或做成麵包。
将其新鲜叶片捣成汁液可治毒蛇咬伤。全株有活血、祛風及止痛等功效。